# سكينة (اسم)
سكينة هو اسم علم مؤنث من أصل عربي، ومعناه هو التي تسهر في الليل، والقمر والأرض.

## شخصيات تحمل الاسم
- سكينة بنت الحسين (7 نوفمبر 676 – 12 نوفمبر 680)
- سكينة بنت بهاء الدولة
- سكينة بوخريص (مغنية مغربية عالمية، 18 مارس 1988 – )
- سكينة جافري (ممثلة أمريكية، 14 فبراير 1962[3] – )
- سكينة فؤاد (1 سبتمبر 1945 – )
- سكينة يعقوبي (ناشطة أفغانستانية، القرن 20 – )

## وصلات خارجية
- موسوعة السلطان قابوس لأسماء العرب نسخة محفوظة 5 أبريل 2019 على موقع واي باك مشين.